# Avraham Ti'ar
Avraham Ti'ar (hebrejsky אברהם טיאר‎‎, 29. ledna 1924 – 25. dubna 2011) byl izraelský politik, poslanec Knesetu za strany Cherut, Gachal a ha-Merkaz ha-chofši.

## Biografie
Narodil se ve městě Gabès v dnešním Tunisku, kde vystudoval francouzskojazyčnou střední školu. Vystudoval právo na Hebrejské univerzitě. Získal osvědčení pro výkon profese právníka. V roce 1947 přesídlil do dnešního Izraele. Do dnešního Izraele se dostal na lodi Ben Hechta, která byla až do dubna 1948 zadržována britskými úřady a internována na Kypru.

## Politická dráha
V mládí se angažoval v mládežnickém hnutí Bejtar. V roce 1942 předsedal jeho organizaci v rodném městě. V letech 1946–1947 byl generálním tajemníkem Bejtaru a předsedou hnutí revizionistických sionistů v Tunisku. Od počátku byl členem strany Cherut, od roku 1956 jako člen jejího ústředního výboru. V roce 1961 se stal tajemníkem Cherutu v Haifě. V letech 1963–1966 předsedal mládežnické organizaci při Cherutu. Zasedal v odborové centrále Histadrut, kde zakládal takzvanou modrobílou frakci.
V izraelském parlamentu zasedl poprvé po volbách v roce 1961, kdy kandidoval za Cherut. V průběhu volebního období ale přešel do nové pravicové formace Gachal. Stal se členem výboru pro záležitosti vnitra, výboru pro veřejné služby, výboru práce a výboru House Committee. Opětovně byl na kandidátce Gachal zvolen ve volbách v roce 1965. Během funkčního období ale odešel do strany ha-Merkaz ha-chofši. Byl členem parlamentního výboru práce, výboru pro ekonomické záležitosti a výboru pro vzdělávání a kulturu. Ve volbách v roce 1969 mandát neobhájil. V roce 1977 odešel z ha-Merkaz ha-chofši zpět do Cherutu. V letech 1979–1982 ho Židovská agentura vyslala jako hlavního emisara do Evropy.